# مقاطعة بولبردي
مقاطعة بولبردي (بالصومالية: Degmada Buulo-Burde)‏) إحدى مقاطعات محافظة هيران بوسط الصومال، عاصمتها بولبردي.

## روابط خارجية
- مقاطعات الصومال
- الخريطة الإدارية لمقاطعة بولبردي